# 1130 Skuld
Az 1130 Skuld (ideiglenes jelöléssel 1929 RC) a Naprendszer kisbolygóövében található aszteroida. Karl Wilhelm Reinmuth fedezte fel 1929. szeptember 2-án, Heidelbergben.